# Славко Царић
Славко Царић (Оџаци, 6. јун 1936 — Нови Сад, фебруар 2006) био је српски редовни професор Правног факултета Универзитета у Новом Саду и оснивач Универзитета Привредна академија.

## Биографија
Рођен је 6. фебруара 1936. године у Оџацима. Основну школу и гимназију завршио је у Новом Саду са одличним успехом, 1955. године. На Правном факултету Универзитета у Београду дипломирао је 1959. године. За време студија био је веома активан у многим студентским организацијама. Докторирао је 1964. године. Одмах после дипломирања, као стипендиста Владе НР Србије, обављао је послове асистента на Правном факултету у Београду.
Ма Универзитету у Новом Саду од 1960. године добија звање асистента, затим 1965. звање доцента, од 1969. године звању ванредног професора, а од 1974. године звање редовног професора Правног факултета Универзитета у Новом Саду. Био је шеф Катедре привредноправних наука и руководилац последипломских студија привредног смера. Био је ожењен и отац двоје деце.
Боравио је на стручном усавршавању у Швајцарској и Аустрији 1963. и 1969. године, а од 1971. као Хумболтов стипендиста боравио је у Немачкој више од две године. Учествовао је у научно-стручним скуповима са рефератом преко 80 пута, а од тога око 20 пута у иностранству.
Ванредно је допринео подизању нових научних радника. Био је ментор на изради и јавној одбрани 20 докторских дисертација и 24 магистарска рада. Априла 1996. године изабран је за сталног члана Српског научног друштва.
Преко 30 година обављао је функцију арбитра у спољнотрговинским споровима, у југословенским и иностраним арбитражама (Беч, Цирих, Франкфурт на Мајни). У истом периоду био је веома интензивно ангажован на изради великог броја закона и у Србији.
Био је декан Правног факултета Универзитета у Новом Саду два пута, и у два мандатна периода био је проректор Универзитета у Новом Саду. Октобра 2000. године, Научно-наставно веће Универзитета у Новом Саду изабрало га је за в. д. ректора Универзитета у Новом Саду, а органи Правног факултета Универзитета у Новом Саду за в. д. декана.
Више од 17 година био је један од организатора Копаоничке школе природног права, а од 2004. године Златиборски правнички дани одржавали су се у његовој организацији.
Био је председник Југословенског удружења за теорију и праксу привредног права и међународног привредног права и председник Друштва правника Војводине. Аутор је 87 књига, многих расправа и чланака из ове области права. Од посебног је значаја рад на енциклопедијама (Правна енциклопедија, Економска енциклопедија и Енциклопедија имовинског права).
Преминуо је у фебруару 2006. године.